# District de Pune

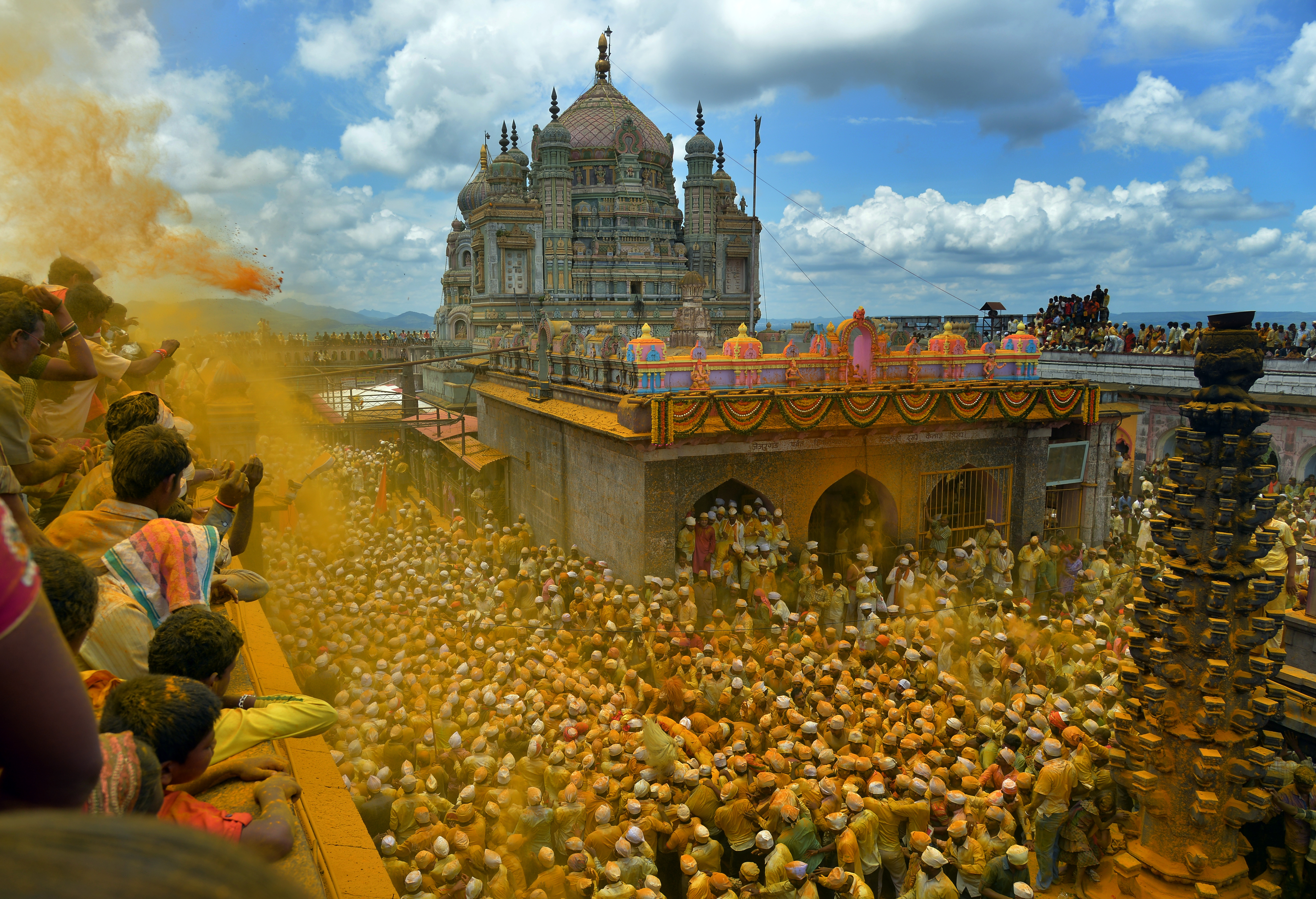
Fête religieuse au temple de Khanderaya, ou Khandoba, situé à Jejuri, dans le district de Pune. Juin 2013.

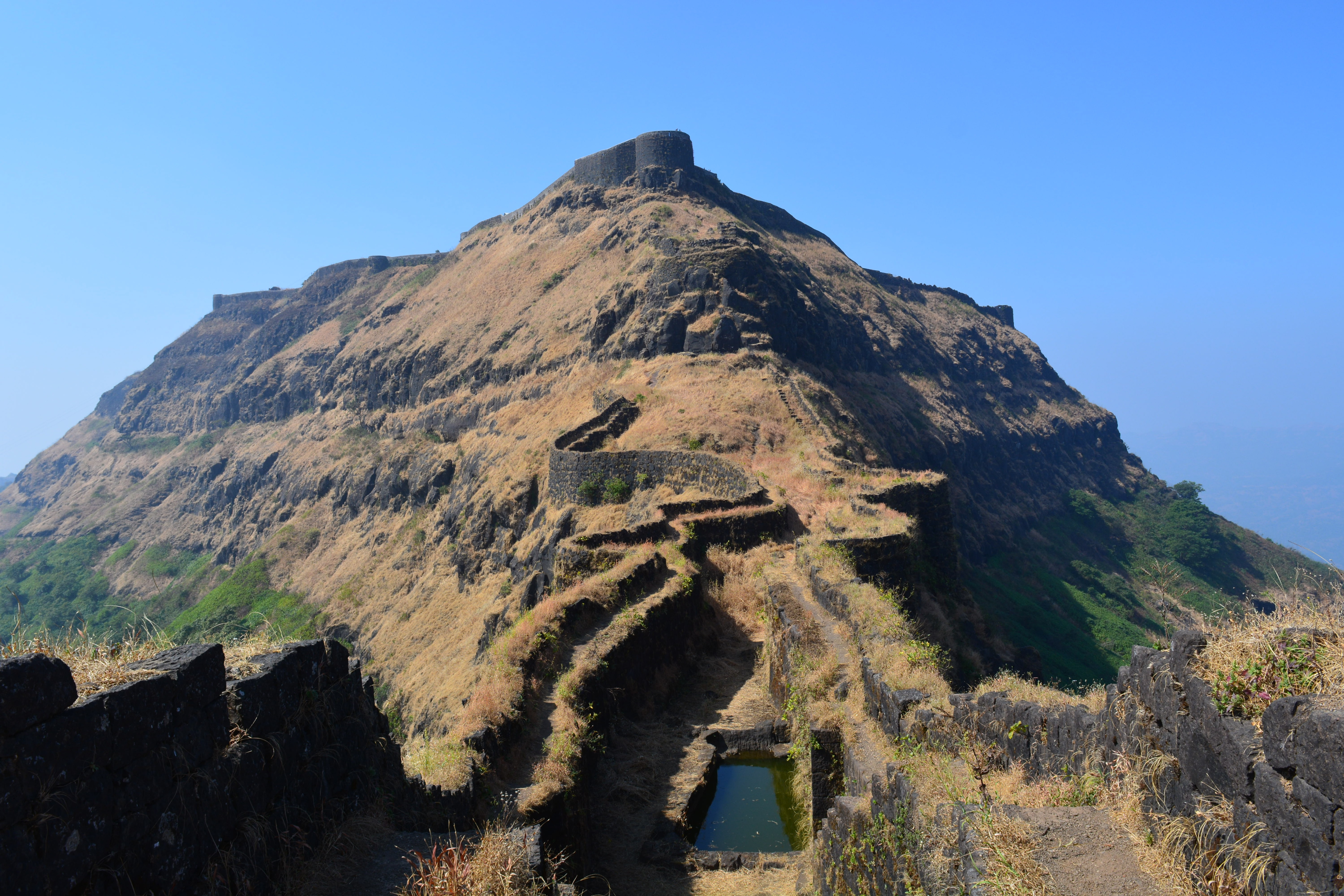
Le fort Torna, dans le district de Pune. Photo novembre 2017.

Le district de Pune est un district de la Division de Pune du Maharashtra.

## Description
Son chef-lieu est la ville de Pune.